# 拉斯特雷利大提琴四重奏
拉斯特雷利大提琴四重奏（Rastrelli Cello Quartett）成立於2002年的德国斯图加特，3名成員來自俄罗斯，1位來自白俄罗斯。團體名取自18世纪在圣彼得堡建筑师巴托洛梅奥·拉斯特雷利。他们的巡迴演出多集中于欧洲，美国和俄罗斯。

## 成员

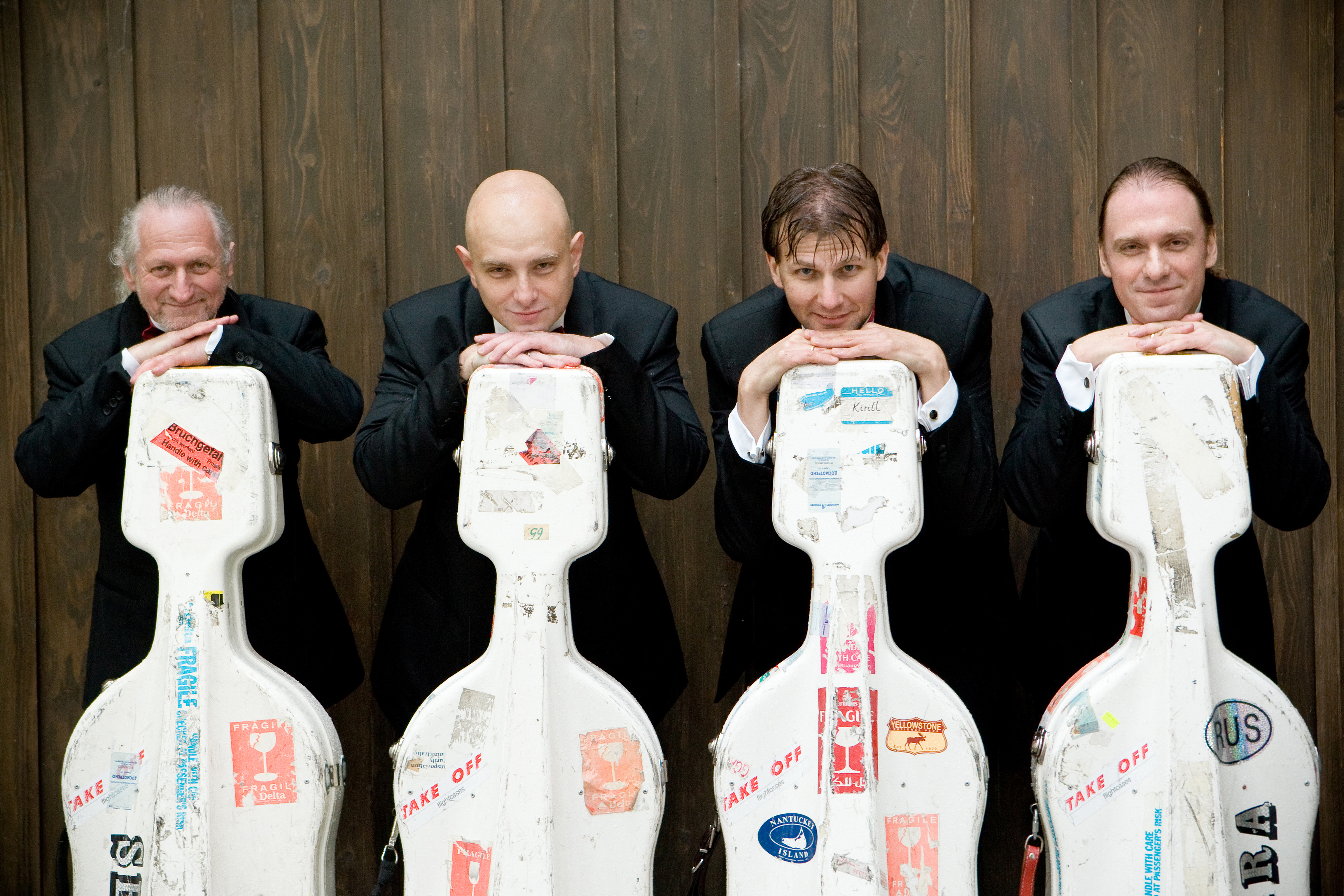
成員由左到右：谢尔盖·德拉布金，米切尔·德吉亚雷夫，基里尔·蒂莫费耶夫以及基拉·克拉夫佐夫

基拉·克拉夫佐夫（Kira Kraftzoff），1971年生于圣彼得堡，為创始人及艺术总监。14岁时开始了他的管弦乐生涯，并在多位知名导师指导下学习。1998年至2005年担任德国海尔布隆维尔特伯格交响乐乐团的首席大提琴手。
米切尔·德吉亚雷夫（Mischa Degtjareff），1978年生于圣彼得堡，大提琴家和作曲家。目前是聖彼得堡音樂學院的絃樂四重奏講師。
基里尔·蒂莫费耶夫（Kirill Timofeev），1978年生于圣彼得堡，梅克爱乐乐团（Merck Philharmonic）首席大提琴手，作曲家，曾在世界各地多个音乐节上演出，在俄罗斯和欧洲与钢琴家斯基组成二重奏。他们最新的合作录音《迷失风格》（Lost in Style）由Solo Musica发行。
谢尔盖·德拉布金（Sergio Drabkin），1953年生于白俄罗斯波洛茨克，大提琴家，音乐编曲家。在白俄罗斯完成学。海尔布隆符腾堡室内管弦乐团的永久成員。

## 錄音室作品
2003年發行第一張專輯Rastrelli Vol.1，2005年面向大眾將古典大提琴與爵士樂結合演出的專輯Cello in Jazz，
2006年多首經典大提琴曲目的Cello in Classics (vol. 3)，2008年Cello in Buenos Aires (Vol. 4)，
2011年發行兩張專輯，Cello in Sentimental Mood (Vol. 5)以及Volume 51⁄5。2015年Cello Effect。2018年將披頭四多首歌曲重新演繹發行Cello & Beatles。2022年發行Rastrelli Effect專輯。